# 維索卡
維索卡（波兰语：Wysoka；德语：Wissek，1942-45年间为Weißeck）是波蘭的城鎮，位於該國西北部，由大波蘭省負責管轄，面積4.82平方公里，海拔高度110米，2006年人口2,750。在第一次瓜分波蘭中，該鎮在1772年被納入普魯士王國管治範圍。
53°10′40″N 17°05′0″E / 53.17778°N 17.08333°E